# Dipartimenti dell'Esecutivo federale degli Stati Uniti d'America
I Dipartimenti dell'Esecutivo federale degli Stati Uniti d'America sono la branca esecutiva del governo federale.
Comparabili ai ministeri di altri ordinamenti, dispongono di un proprio budget e di propri dipendenti. I dipartimenti federali sono il braccio operativo del Presidente degli Stati Uniti d'America. Ogni dipartimento ha a capo un segretario, che siede nel Gabinetto di Governo, gestisce le attività del dipartimento ed è inserito nella linea di successione presidenziale. Unica eccezione è il Dipartimento di Giustizia che è guidato non da un segretario ma dal procuratore generale degli Stati Uniti d'America.

## Dipartimenti
Attualmente ci sono 15 Dipartimenti attivi.
| Stemma | Dipartimento           | Data di fondazione | Successione Presidenziale | Budget in dollari (2023) | Impiegati (2023) | Segretario (2025)     |
| ------ | ---------------------- | ------------------ | ------------------------- | ------------------------ | ---------------- | --------------------- |
|        | Stato                  | 1789               | 1                         | 58,1 Miliardi            | 30,000           | Marco Rubio           |
|        | Tesoro                 | 1789               | 2                         | 16,4 Miliardi            | 100,000          | Scott Bessent         |
|        | Difesa                 | 1947               | 3                         | 852 Miliardi             | 3,200,000        | Pete Hegseth          |
|        | Giustizia              | 1870               | 4                         | 37,5 Miliardi            | 113,543          | Pam Bondi             |
|        | Interno                | 1849               | 5                         | 35 Miliardi              | 70,000           | Doug Burgum           |
|        | Agricoltura            | 1889               | 6                         | 242 Miliardi             | 100,000          | Brooke Rollins        |
|        | Commercio              | 1903               | 7                         | 16,3 Miliardi            | 41,000           | Howard Lutnick        |
|        | Lavoro                 | 1913               | 8                         | 97,5 Miliardi            | 15,000           | Lori Chavez-DeRemer   |
|        | Salute e servizi umani | 1953               | 9                         | 1,77 Triliardi           | 65,000           | Robert F. Kennedy Jr. |
|        | Casa e sviluppo urbano | 1965               | 10                        | 61,7 Miliardi            | 9,000            | Scott Turner          |
|        | Trasporti              | 1966               | 11                        | 145 Miliardi             | 55,000           | Sean Duffy            |
|        | Energia                | 1977               | 12                        | 45,8 Miliardi            | 10,000           | Chris Wright          |
|        | Istruzione             | 1979               | 13                        | 79,6 Miliardi            | 4,400            | Linda McMahon         |
|        | Affari dei veterani    | 1989               | 14                        | 308,5 Miliardi           | 235,000          | Doug Collins          |
|        | Sicurezza interna      | 2002               | 15                        | 101,6 Miliardi           | 250,000          | Kristi Noem           |

### Dipartimenti aboliti
| Dipartimenti                 | In funzione | Notes                                                                 |
| ---------------------------- | ----------- | --------------------------------------------------------------------- |
| Guerra                       | 1789–1947   | Sostituito dal Dipartimento della difesa                              |
| Poste                        | 1792–1971   | Riorganizzato in un'agenzia federale, il United States Postal Service |
| Marina                       | 1798–1947   | Incorporato nel Dipartimento della difesa                             |
| Commercio e lavoro           | 1903–1913   | Diviso in Dipartimento del commercio e Dipartimento del lavoro        |
| Salute, Istruzione e Welfare | 1953–1979   | Diviso in Dipartimento della salute e Dipartimento dell'istruzione    |